# A Final (jornal)
A final : jornal desportivo  foi um jornal de  Coimbra fundado em junho de 1939 (número único), dirigido por Manuel Bartolomeu.